# Paraconis borneoensis
Paraconis borneoensis is een insect uit de familie van de dwerggaasvliegen (Coniopterygidae), die tot de orde netvleugeligen (Neuroptera) behoort. 
De wetenschappelijke naam Paraconis borneoensis is voor het eerst geldig gepubliceerd door Meinander in 1972.